# Sheenboro
Sheenboro est une municipalité du Québec (Canada), située dans la MRC de Pontiac en Outaouais.

## Toponymie
(février 2024).
« En 1856, est érigée la municipalité du canton de Sheen; les cantons d'Esher, d'Aberdeen et de Malakoff lui seront annexés en 1869. Cet amalgame territorial résulte en bonne partie des vicissitudes de l'arpentage et du peuplement relativement tardif des lieux, au milieu du XIXe siècle. La paroisse de Saint-Paul-de-Sheenborough fera l'objet d'une érection canonique en 1872. Les Sheeners doivent leur gentilé à un canton québécois proclamé en 1849 dont le nom évoque probablement un village anglais du comté de North Surrey, célèbre par les ruines d'un superbe château. Les noms des cantons d'Aberdeen (1870), d'Esher (1902) et de Malakoff (1920) évoquent respectivement une ville d'Écosse, une agglomération résidentielle de la banlieue sud-ouest de Londres et la fortification principale pour défendre Sébastopol (Crimée), prise par l'armée française en 1855. Le bureau de poste local, dénommé Sheenboro (« Sheenborough »), ouvrait ses portes en 1870. La forme « Sheenboro » s'est imposée dans l'usage vers le milieu du XXe siècle. En 2003, la municipalité des cantons unis de Sheen-Esher-Aberdeen-et-Malakoff est devenue la municipalité de Sheenboro ».

## Géographie
Sheenboro est située à 40 km au nord-ouest de Waltham, entre Rapides-des-Joachims et Chichester, bornée au sud-ouest par la rivière des Outaouais. La population est concentrée dans la partie sud-est du territoire. Le recensement de 2011 dénombre 130 Sheeners, soit 22 % de moins qu'en 2006.

## Démographie
| 1991 | 1996 | 2001 | 2006 | 2011 | 2016 | 2021 |
| ---- | ---- | ---- | ---- | ---- | ---- | ---- |
| 99   | 127  | 115  | 167  | 130  | 130  | 149  |

## Administration
Les élections municipales se font en bloc pour le maire et les six conseillers.
| Sheenboro Maires depuis 2003                                                                                         |               |         |          |
| Élection | Maire         | Qualité | Résultat |
| 2003 | Roy Perrault  |         | Voir     |
| 2005 | Roy Perrault  | Voir    |          |
| 2009 | Dick Edwards  |         | Voir     |
| 2013 | Shamus Morris |         | Voir     |
| 2014 | Doris Ranger  |         | Voir     |
| 2017 | Doris Ranger  | Voir    |          |
| 2021 | Doris Ranger  | Voir    |          |
| Élection partielle en italique Depuis 2005, les élections sont simultanées dans toutes les municipalités québécoises |               |         |          |

## Patrimoine naturel
Très étendue, Sheenboro est reconnue pour sa flore et la présence de nombreuses plantes rares au Québec.  Cette reconnaissance se concrétise par la présence des réserves écologiques James-Little et du Ruisseau-de-l'Indien, ainsi que de la forêt ancienne de la Rivière-Schyan et la forêt refuge du Rocher-à-l'Oiseau sur son territoire. 
Le rocher à l'Oiseau est aussi reconnu pour la présence de peintures rupestres sur ses flancs.
Une bonne partie de l'ouest du territoire fait partie des zecs Saint-Patrice et Rapides-des-Joachims, deux territoires de gestion faunique pour la chasse.
|  |